# Cèsar Coll Salvador
Cèsar Coll  (Benicarló, 1950), és catedràtic emèrit de Psicologia Evolutiva i de l'Educació de la Universitat de Barcelona. Ha impulsat i dirigit recerques i treballs sobre les aplicacions i implicacions pedagògiques de la teoria genètica, l'orientació i la intervenció psicopedagògica, el disseny i desenvolupament del currículum escolar, l'anàlisi dels processos d'interacció en situacions educatives i l'avaluació dels aprenentatges escolars. Ha participat activament en diversos projectes i processos de reforma i innovació educativa a Espanya i altres països llatinoamericans, especialment en el que concerneix els aspectes curriculars i psicopedagògics.

## Biografia
Cèsar Coll obté el títol acadèmic de Mestre d'Ensenyament Primari l'any 1967. El 1972 obté el títol de Llicenciat en Psicologia a la Universitat de Barcelona i  el de Llicenciat en psicologia genètica i experimental, a la Facultat de Psicologia i de les Ciències de l'Educació de la Universitat de Ginebra, Suïssa l'any 1973. Entre el 1973 i el 1978 és assistent de recerca al Centre Internacional d'Epistemologia Genètica de Ginebra, dirigit per Jean Piaget i a la Faculté de Psychologie et des Sciences de l'Éducation, i el 1977 assoleix el grau de Doctor en Psicologia per la Facultat de Filosofia i Ciències de l'Educació, a la Universitat de Barcelona. L'any 1985 obté la Càtedra de Psicologia Evolutiva i de l'Educació a la Universitat de Santiago de Compostela, i l'any 1985 ocupa la mateixa cátedra a la Universitat de Barcelona.  En juliol de 1992 va ser nomenat  Director General de Renovació Pedagògica del  Ministeri de Educació i Ciència, càrrec que va exercir fins al 1995,  jugant un paper destacat en l'elaboració de la Llei Orgànica d'Ordenació General del Sistema Educatiu –LOGSE– i en la posada en marxa de la Llei tras la seva promulgació l'any 1990..  Entre els anys 1987 i 1988 va exercir com a  director de l'Institut Municipal d'Educació de Barcelona (IMEB). Recentment, ha format part de l'equip encarregat pel Ministeri d'Educació i Formació Professional del Govern d'Espanya de proposar el model de currículum emprat en l'elaboració dels currículum derivats de la promulgació de la Llei Orgànica per la qual es modifica la Llei Orgànica d'Educació – LOMLOE– l'any 2020.
Des de la seva fundació en la década de 1980 fins a l'any 2023 ha dirigit el Grup de Recerca sobre Interacció i Influència Educativa (GRINTIE)  i el Grup d'Innovació Docent en Psicologia de l'Educació (GIDPE). Com a investigador ha treballat amb personalitats com Jean Piaget, Bärbel Inhelder, Vinh Bang, Cristian Gillièron, Alex Blanchet, Elena Martín, Jesús Palacios, Álvaro Marchesi i Isabel Solé, entre d'altres.
Els seus interessos actuals tenen com a focus l'anàlisi de les pràctiques educatives, l'impacte de les TIC en l'educació, l'articulació dels escenaris d'aprenentatge formal i informal i la personalització de l'aprenentatge escolar i la identitat d'aprenent.

## Obres
Es autor de nombrosos articles publicats en revistes acadèmiques i professionals nacionals i internacionals i entre els llibres que ha escrit, dirigit o coordinat destaquen:
- 1983, Psicología genética y aprendizajes escolares. Madrid: Siglo XXI.
- 1987, La conducta experimental en el niño. Barcelona: Ceac.
- 1987, Psicología y currículum. Una aproximación psicopedagógica al currículum escolar. Barcelona: Laia.
- 1989, Conocimiento psicológico y práctica educativa. Introducción a las relaciones entre psicología y educación. Barcelona: Barcanova.
- 1990, Aprendizaje escolar y construcción del conocimiento. Barcelona: Paidós.
- 1992, Los contenidos en la reforma. Enseñanza y aprendizaje de conceptos, procedimientos y actitudes. Madrid: Santillana. (Amb Pozo, J.I., Sarabia, B. & Valls, E)
- 1993, El constructivismo en el aula. Barcelona: Graó. (Amb  Martín, E., Mauri, T., Onrubia, J., Solé, I., y Zabala, A. )
- 1994, Teaching, learning, and interaction. Madrid: Fundación Infancia y Aprendizaje.
- 1996, Enseñanza, aprendizaje y discurso en el aula. Aproximaciones al estudio del discurso. Madrid: Fundación Infancia y Aprendizaje.
- 1999, Psicología de la instrucción: la enseñanza y el aprendizaje en la educación secundaria. Barcelona: Horsori. (Amb Edwards, D)
- 2001, Desarrollo psicológico y Educación. Vol. 1. Psicología evolutiva. Vol. 2. Psicologia de la Educación. Vol. 3. Respuestas educativas a las dificultades de aprendizaje y del desarrollo. Madrid: Alianza Editorial. (Amb Palacios, J., & Marchesi, A.)
- 2003, Aprender contenidos, desarrollar capacidades. Barcelona: Edebé. (Amb Martín, E.)
- 2007, Currículum i ciutadania. El què i el per a què de l'educació escolar. Barcelona: Editorial Mediterrània. (Com a director)
- 2008, Psicología de la educación virtual. Enseñar y aprender con las tecnologías de la información y la comunicación. Madrid: Morata. (Amb Monereo, C.)
- 2009, Calidad, equidad y reformas en la enseñanza. Madrid): Fundación Santillana. (Amb Marchesi, A. & Tedesco, J. C.)
- 2010, Desarrollo, aprendizaje y enseñanza en la educación secundaria. Barcelona: Editorial Graó.
- 2017, Personalización del aprendizaje escolar. Fundación SM de Ediciones México.
- 2018, La personalización del aprendizaje.  Barcelona: editorial Graó. (Coord.)
- 2021, L'estat de l'educació a Catalunya. Balanç i propostes per impulsar les oportunitats educatives. Anuari 2020. Barcelona: Fundació Jaume Bofill. ( Amb Albaigés, B com a directors)
- 2020, Aprenentatge amb sentit i valor personal. Estratègies, recursos i experiències de personalització educativa. Barcelona: Editorial Graó, (Amb Esteban-Guitart, M. & Iglesias, E.)
- 2023, Nuevo currículum, nuevos desafíos educativos. Madrid: Fundación SM. (Amb Martín, E. & Marchesi, A.)
- 2025, Currículum y calidad de la educación en Iberoamérica. Enfoques teóricos, políticas curriculares y procesos de cambio curricular. Uruguay: grupo Magro editores. (Amb Díaz Barriga, F.)

## Premis i reconeixements
L'any 2017 va ser investit Doctor Honoris Causa per la Universidad Nacional del Sureste, URSE, a Oaxaca, Mèxic, i l'any 2018 la Benemérita Universidad Autónoma de Puebla, Mèxic, va inaugurar una càtedra amb el seu nom dedicada a l'anàlisi, la recerca i la innovació educatives. L'1 de març de 2024, va rebre l'homenatge de la Universitat de Barcelona a la seva trajectòria profesional.